# Ayşe Sultan (1887–1960)
Ayşe Sultan, död 1960, var en osmansk prinsessa och memoarskrivare. Hon var dotter till sultan Abd ül-Hamid II.

## Biografi
Ayşe Sultan och hennes syster Şadiye Sultan fick privatundervisning av utbildade manliga lärare i koranen, arabiska, persiska, turkiska, grammatik, aritmetik, historia och geografi, och fick pianolektioner av François Lombardi. Att osmanska prinsessor blev undervisade av manliga lärare på detta sätt var en del av den förändring som inträdde i Osmanska riket under tanzimateran. Hennes far avsattes 1909, och hon följde honom i hans exil till Thessaloniki; familjen tilläts återvända till Istanbul året därpå.
Ayşe Sultan gifte sig 1910 med Ahmad Nami. År 1921 förälskade hon och löjtnant Yarbay Mehmed Ali Bey sig, och båda parterna tog då ut skilsmässa för att gifta sig med varandra.
Det osmanska sultanatet avskaffades 1 november 1922 och det osmanska kalifatet i mars 1924, varefter alla medlemmar av den före detta osmanska dynastin förvisades från den nya republiken Turkiet. Hon bosatte sig då i Paris. Hon återvände till Turkiet sedan lagen om exil 1952 upphävdes för kvinnliga medlemmar av den förra dynastin.

## Memoarer
Ayşe Sultan är tillsammans med Filizten Hanım och Safiye Ünüvar en av de tre kvinnor som efterlämnat memoarer som beskrivit det kejserliga osmanska haremet inifrån, och som blivit föremål för boken The Concubine, the Princess, and the Teacher: Voices from the Ottoman Harem av Brookes, Douglas Scott (2010).